# Warsow
Warsow, stylizováno jako War§ow zkráceně W§W či WSW je multiplatformní multiplayerová střílečka z pohledu první osoby. Hra byla poprvé vydána 8. června 2005. Na vývoji se podílela skupina nezávislých vývojářů a umělců, testována byla početnou komunitou. Koncept hry je založen na e-povídce Chasseur de bots od Fabrice Demugera. Hlavním vlivem je cyberpunk, čehož hra dosahuje vzhledem kresleného filmu společně s cel-shadingem.
Zdrojový kód hry je volně dostupný pod GNU GPL licencí. Je postaven na jádru Qfusion, což je pokročilá úprava jádra Quake II od id Software, který byl pod GPL uvolněn v roce 2001.

## Hratelnost
Warsow se velmi soustředí na trickjumpy. K tomu využívá mnoho technik a bugů v jádru Quake, například strafe-jumping, double jumping nebo rocket jumping. Navíc přidává úskoky a skoky o zeď známé ze série Unreal. Tyto techniky se velkou mírou podílí na hře samotné. Hráči se pohybují velmi rychle, rychleji dokážou sbírat lékárničky, zbraně a jiná vylepšení. Hra se dá hrát i bez těchto schopností, ale je ve velké nevýhodě oproti hráčům, kteří herní fyzice rozumí.
Warsow má unikátní systém vylepšování zbraní. Ke každé zbrani při jejím sebrání dostanete běžnou munici. Krabice s náboji rozmístěné po mapě dodají zbraním silnější munici kterou střílíte dokud vám nedojde. Poté střílíte opět běžným střelivem. Silnější munice způsobuje větší poškození, občas i mění chování zbraně.